# Стоговці (Апаче)
Стоговці (словен. Stogovci) — поселення в общині Апаче, Помурський регіон, Словенія. Висота над рівнем моря: 226,5 м.